# Paricelinus hopliticus
Paricelinus hopliticus és una espècie de peix marí pertanyent a la família dels còtids i l'única del gènere Paricelinus.
Fa 20 cm de llargària màxima i té l'aleta caudal gairebé truncada. És un peix marí, demersal i de clima temperat (55°N-32°N).
Es troba al Pacífic oriental: des del nord de la Colúmbia Britànica fins al sud de Califòrnia als Estats Units).
És inofensiu per als humans.